# 公一揚
公一揚（1534年—？），字子舉，號亦山，山東青州府蒙陰縣人，軍籍，明朝政治人物。

## 生平
嘉靖三十七年（1558年）戊午科山東鄉試第四十三名舉人，三十八年（1559年）中式己未科會試第二百九十一名，三甲第三十一名進士。授大理寺評事，出為河南尉氏縣知縣，調山西寧鄉縣知縣、襄垣縣知縣，升汝州知州，萬曆九年（1581年）調任裕州，萬曆十四年（1586年）升淮安府同知，十五年（1587年）召回京，任工部郎中，辭官。

## 佚事
《萬曆野獲編》載其請託王錫爵被揭發之事。

## 家族
曾祖公忠，壽官；祖父公景仁，贈工部員外郎；父公躋奎，廣西按察司副使。母包氏（封恭人）。嚴侍下。兄公一載、公一鳴，弟公一躍、公一翔。子公家卿，太常寺博士。